# Саккало
Са́ккало — деревня в Опольевском сельском поселении Кингисеппского района Ленинградской области.

## История

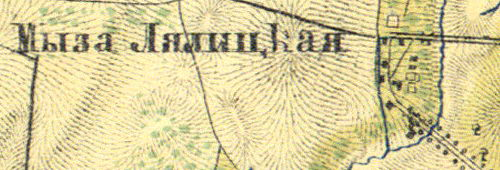
Мыза Лялицкая на карте 1860 года

Согласно «Топографической карте частей Санкт-Петербургской и Выборгской губерний» в 1860 году на месте деревни находилась Мыза Лялицкая.

ЛЯЛИЦЫ — мыза владельческая при реке безымянной, число дворов — 5, число жителей: 7 м. п., 6 ж. п. (1862 год)

В конце XIX — начале XX века мыза административно относилась к Ополицкой волости 1-го стана Ямбургского уезда Санкт-Петербургской губернии.
По данным «Памятной книжки Санкт-Петербургской губернии» за 1905 год мызой Лялицы площадью 3144 десятины, владела графиня София Андреевна Бобринская. Кроме того участком земли мызы Лялицы площадью 560 десятин владел крестьянин Иван Сергеевич Кирпуне, такой же участок в 560 десятин, был в общей собственности ещё нескольких крестьян.
С 1917 по 1923 год посёлок Саккала входил в состав Сакальского сельсовета Ополицкой волости Кингисеппского уезда.
С 1923 года в составе Ястребинской волости.
С 1924 года в составе Гурлевского сельсовета.
Согласно данным переписи населения СССР 1926 года в посёлке Сакала проживали 99 человек — все эстонцы, кроме одной русской семьи.
С февраля 1927 года в составе Кингисеппской волости. С августа 1927 года в составе Кингисеппского района.
В 1928 году население посёлка Саккала составляло 100 человек.

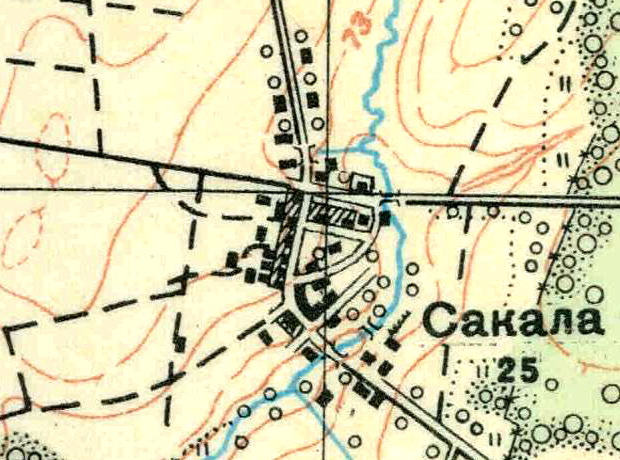
План деревни Саккало. 1930 год

Согласно топографической карте 1930 года посёлок назывался Сакала и насчитывал 25 дворов.
По данным 1933 года посёлок Саккала входил в состав Гурлевского сельсовета Кингисеппского района.
C 1 августа 1941 года по 31 января 1944 года посёлок находился в оккупации.
С 1954 года в составе Опольевского сельсовета.
По данным 1966, 1973 и 1990 годов это был уже не посёлок, а деревня, которая называлась Саккало и также находилась в составе Опольевского сельсовета Кингисеппского района.
В 1997 году в деревне Саккало проживали 15 человек, в 2002 году — 12 человек (русские — 59 %, эстонцы — 33 %), в 2007 году — 8.

## География
Деревня расположена в восточной части района на автодороге 41К-232 (Гурлёво — Кёрстово). 
Расстояние до административного центра поселения — 6 км.
Расстояние до ближайшей железнодорожной станции Кёрстово — 10 км.
Через деревню протекает река Валья.

## Демография
| 1862 | 2007 | 2010 | 2017 |
| ---- | ---- | ---- | ---- |
| 13   | ↘8   | ↗13  | →13  |

### Национальный состав
Согласно данным Всероссийской переписи населения 2021 года в деревне проживали 16 человек, из них:
 русские — 12, эстонцы — 2, белорусы — 1, таджики — 1 человек.

## Улицы
Новый переулок.